# Hasuda (Saitama)
Hasuda (蓮田市 Hasuda-shi?) es una ciudad que se encuentra en la prefectura de Saitama, Japón. Según datos de 2005, la ciudad tiene una población estimada de 64.325 habitantes y una densidad de 2.358,82 personas por km². El área total es de 27,27 km².

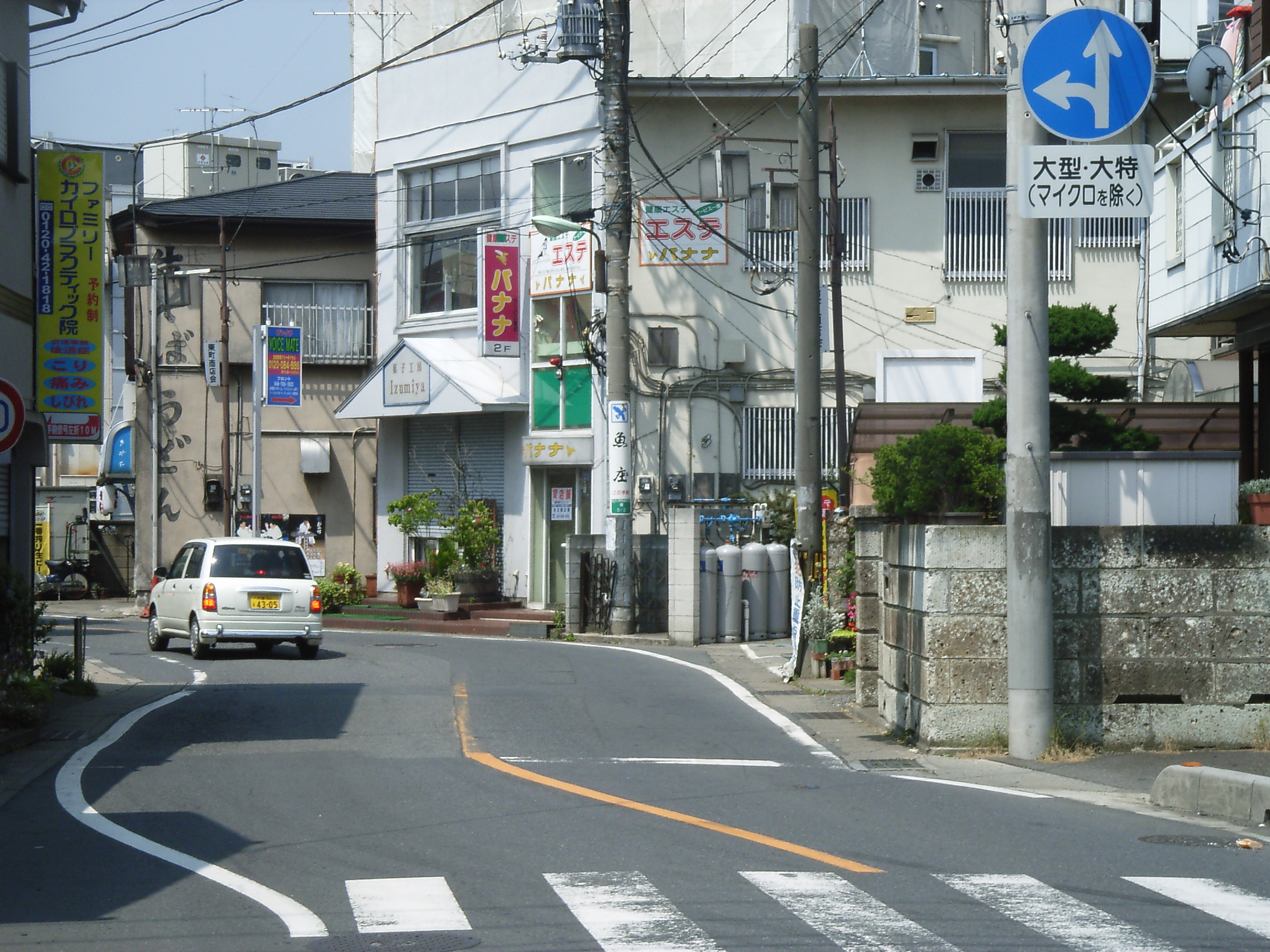
Cerca de la Estación Hasuda (junio de 2005).

En japonés hasu (蓮) y da (ta, 田) significan 'loto' y 'arrozal'. Una leyenda dice que un monje budista se alojó en un pequeño templo en una noche del año 743. Este monje, Yoshizumi (義澄), se despertaba de mañana y se sorprendía con el inesperado paisaje lleno de muchos lotos bonitos. Yoshizumi dio al templo el nombre Renge In (蓮華院). Renge es 'loto bonito'. La tradición dice que éste es el origen del nombre de Hasuda. Es sólo una leyenda pero en Hasuda en el pasado no faltaron los lotos, ya que se ubica en las tierras bajas de la llanura Kanto. 
Los pueblos de Ayase (綾瀬), Kurohama (黒浜) y Hirano (平野) fueron fundados en 1889. Ayase se cambió su nombre a Hasuda debido a la leyenda en 1934. Los otros dos pueblos se fusionaron con Hasuda en 1954. Una parte de Iwatsuki se trasladó a Hasuda en 1966. Hasuda obtuvo el estatus de ciudad el 1 de octubre de 1972 con una población de 35.274.
El territorio actual de Hasuda estaba demasiado cercano al río Ara en la antigüedad y el medievo. Después del cambio del ruta del río en el siglo XVII del período Edo, se desarrollaron muchos arrozales de agua. En 1895 el cultivo de pera se comenzó. Las producciones de arroz y pera han continuado hasta hoy. Además, se edificaron algunas fábricas en el segunda mitad del siglo XX. Sin embargo, la población de Hasuda ha incrementado principalmente como un suburbio de Tokio y de las ciudades del sur de la prefectura de Saitama. La mayor área residencial está alrededor de la estación Hasuda de la Línea Mayor del ferrocarril Tōhoku.